# 原生液體
原生液體（英語：Connate fluids）是指沉積岩在沉積時被困在沉積岩孔隙中的液體。主要由水組成，並含有許多種礦物離子。當岩石被埋藏時，會產生岩化（lithification），原生液體通常會被排出。如果這些液體的逃逸路線被堵塞，孔隙液體壓力就會增加，導致超壓。

## 重要性
原生液體的地球化學分析是量化岩石的成岩作用的重要步驟。原生液體中的溶質經常沉澱而降低母岩的孔隙度和滲透率，因而降低油氣儲層的儲量。原生液體中的化學成分還可以被用來研究含水層的液體來源和研究含該液體的岩石熱歷史。在晶體內的微小氣泡，其所含的液體能被用來研究膠結材料，以及沉積物在成岩過程中的壓力-溫度條件。
古地下水 具有類似的概念但起源不同，它是指被封閉的深層含水層，或指基岩中非常古老的地下水。通常這些地下水是在不同的氣候時期（例如最後一個冰河時期）進行補給的。因此也非常古老，但與岩石的起源不同。